# 하카타 방언

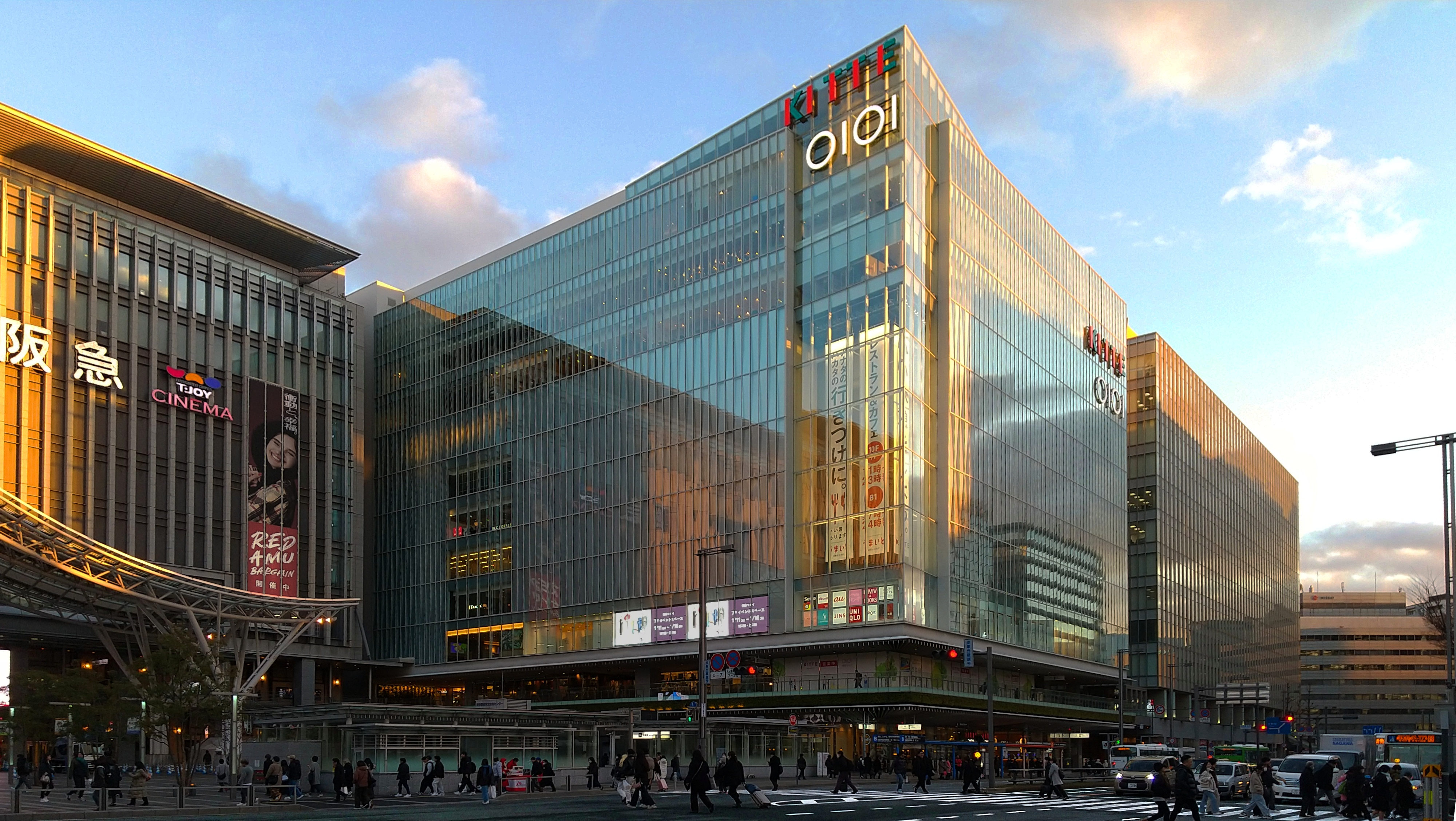
하카타역

하카타 방언(博多弁)은 일본 규슈 지방에서 사용되는 일본어 방언 중 하나로, 주로 후쿠오카현 후쿠오카시를 중심으로 사용된다.
이 방언은 지쿠히 방언(筑肥方言)으로 분류된다.

## 개요
하카타 방언 은 원래 후쿠오카시의 하카타 지역을 중심으로 사용되는 일본어 방언을 가리키는 말이었으며, 이는 후쿠오카 지역의 후쿠오카 방언(福岡弁)과는 구별되는 방언이다. 그러나 현재는 후쿠오카시 전역은 물론, 후쿠오카 지방의 지쿠시 지역, 이토시마 지역(엄밀히는 이토시마 방언), 가스야 지역 남부 등에서도 널리 사용되는 언어를 포괄하는 용어로 쓰이고 있다.
후쿠오카현 전역에서 하카타 방언이 사용된다고 오해되는 경우도 있으나, 후쿠오카현의 방언은 크게 히치쿠 방언(肥筑方言)에 속하는 지역과 호이치 방언(豊日方言)에 속하는 지역(기타큐슈시와 게이치쿠 지역 등 구 부젠국 지역)으로 나뉜다. 또한 히치쿠 방언은 다시 지쿠젠 방언(筑前方言, 후쿠오카시를 포함하는 구 지쿠젠국 지역)과 지쿠고 방언(筑後方言, 구루메시와 오무타시 등 구 지쿠고국 지역)으로 나뉘며, 지쿠고 방언은 하카타 방언과 표현 방식이나 억양 등에 있어 큰 차이를 보인다.
히치쿠 방언의 하나로서 오키나와와도 깊은 관련을 맺어온 하카타 방언은, 오키나와 방언과 공통의 어원을 가진 것으로 여겨지는 어휘를 일부 보존하고 있다. 예를 들어, 오키나와어로 쑥을 뜻하는 フーチバー는 하카타 방언 등에서 사용되는 フツ, フツッパ(‘フツ의 잎’을 의미)와 동일한 기원을 가진 것으로 추정된다.
하카타 방언은 일본 국내 일본어 사용자들 사이에서 종종 "귀여운 방언"으로 평가된다.
아이티미디어(アイティメディア株式会社) 주식회사의 조사에 따르면, 일본 젊은이들이 '귀엽다고 생각하는 방언' 순위에서 하카타 방언이 1위를 차지한 바 있다.

## 특징
하카타 방언을 대표하는 표현으로는 다음과 같은 것들이 있다.
- 「〜どげん」: "어떻게", "어떤"
- 「〜っちゃん」: "~인 거야", "~거든"
- 「〜と？」: "~이야?", "~인 거야?"
- 「〜やけん」: "~이니까", "~이기 때문에"
- 「〜ばい」: "~다", "~야" (강조 표현)
- 「〜たい」: "~다", "~야"

특히 「〜たい」에 해당하는 표현은, 젊은 세대 사이에서는 「〜ちゃん」이라는 형태로 사용되는 경우가 많다.

##### 억양
하카타 방언에서는, 표준어에서 "귀국하는 거야?"와 같은 표현에 해당하는 동사에 「と」가 붙을 때 억양이 상승하는 특징이 있다.
- 「帰ると?」(돌아가는 거야?) → 저음-고음-고음-고음
- 「帰りよーと?」(돌아가고 있어?) → 저음-고음-고음-고음-고음-고음

동사가 보조적 관계를 맺을 때에는, 보조 관계에 있는 두 동사 중 첫 음절과 마지막 음절만 낮아지는 경향이 있다.
- 「出てきた」(나왔다) → 저음-고음-고음-저음
- 「帰ってきた」(돌아왔다) → 저음-고음-(중간 생략)-고음-고음-저음

또한, 조사의 「の」가 붙은 문절에서는, 자립어가 끝으로 갈수록 억양이 상승한다.
- 「雨のあがった」(비가 그쳤다) → 저음-고음-고음-고음-고음-(중간 생략)-저음

동사로 문장을 끝맺거나, 동사에 과거 및 완료를 나타내는 「た」가 붙어 종결할 때는, 문장의 마지막 음절이 반드시 하강한다.
예시:
- 「見る」(보다) → (고음-저음)
- 「きく」(듣다) → (저음-고음 → 고음-저음)
- 「かえる」(돌아가다) → (고음-저음-저음)
- 「あるく」(걷다) → (저음-고음-저음)
- 「さがす」(찾다) → (저음-고음-고음 → 저음-고음-저음)
- 「きこえる」(들리다) → (저음-고음-고음-고음 → 저음-고음-고음-저음)

## 애니메이션, 만화
일본의 많은 애니메이션과 만화 작품에서는 하카타 방언을 포함한 규슈 방언을 사용하는 캐릭터가 등장한다.

애니메이션:
- 『파도 끝의 무로미 씨(波打ち際のむろみさん)』 – 무로미 씨(むろみさん), 히이짱(ひいちゃん)
- 『청춘 돼지군은 꿈꾸는 소녀의 꿈을 꾸지 않는다(青春ブタ野郎はゆめみる少女の夢を見ない)』 – 코가 토모에(古賀朋絵)
- 『야토가메 짱 관찰일기(八十亀ちゃんかんさつにっき)』 – 난바시 토요네(難橋豊音)
- 『그랑블루(ぐらんぶる)』 – 요시하라 아이나(吉原愛菜)
- 『SELECTION PROJECT』 – 토마 마코(当麻まこ)
- 『타마요미(球詠)』 – 나카무라 노조미(中村希)
- 『사키-Saki- 아치가편 episode of side-A(咲-Saki-阿知賀編 episode of side-A)』 – 시라미즈 사토(白水哩), 츠루타 히메코(鶴田姫子)
- 『하카타 돈코츠 라멘즈(博多豚骨ラーメンズ)』 – 바바 젠지(馬場善治)
- 『나는 친구가 적다(僕は友達が少ない)』 – 하세가와 코바토(羽瀬川小鳩)（구마모토 방언 사용）
- 『좀비랜드사가(ゾンビランドサガ)』 （사가 방언 사용）
- 『샤이니 컬러즈(シャニマス)』 – 츠키오카 레네(恋鐘)（사세보 방언 사용）

만화:
- 『하카타 방언 소녀는 귀엽다고 생각하지 않습니까?(博多弁の女の子はかわいいと思いませんか?)』 – 하카타노 돈코(博多乃どん子)
- 『사촌의 아이(いとこのこ)』 （구마모토 방언 사용）

## 참고문헌
1. ↑  “フーチバーとは何？ わかりやすく解説 Weblio辞書” (일본어). 2025년 4월 26일에 확인함.
2. ↑  “「方言のカワいさ」が自慢の都道府県ランキング！ 2位は「広島県」、1位は？ | ライフ ねとらぼリサーチ” (일본어). 2025년 1월 6일. 2025년 4월 26일에 확인함.